# European Law Students' Association
The European Law Students' Association (også kendt som ELSA) er en international, uafhængig, upolitisk, nonprofit-organisation ledet af og for jurastuderende og yngre jurister. ELSA har hovedkontor (det såkaldte ELSA House) i Bruxelles, Belgien. Organisationen blev grundlagt i Wien, Østrig, den 4. maj 1981 af jurastuderende fra Østrig, Ungarn, Polen og Vesttyskland.
ELSA er i dag verdens største organisation for jurastuderende og yngre jurister med mere end 50.000 medlemmer fordelt på over 320 universiteter i 44 lande. 90 % af Europas universiteter er tilknyttet ELSA.

## Formål
Formålet med ELSA er at tilføre jurauddannelsen et internationalt perspektiv samt at fremme kendskabet til og forståelsen for andre landes retssystemer. Det sker via en række forskelligartede tilbud af både faglig, social og international karakter. ELSA giver jurastuderende og yngre jurister muligheden for at mødes og danne netværk på tværs af landegrænser og årgange. På denne måde giver ELSA fremtidens jurister specielle kvalifikationer.

## ELSA's indflydelse i FN, Europarådet m.fl.
ELSA har gennem sine aktiviteter og sit engagement i det internationale samfund opnået en særlig status ved en række internationale institutioner.
ELSA har opnået rådgivende status, såkaldt konsultativ status, ved flere FN-organer. I 1997 fik ELSA Special Consultative Status ved "FN's økonomiske og sociale råd" (ECOSOC) og Consultative Status ved "FN's kommission for international handelsret" (UNCITRAL), og i 1994 fik ELSA Consultative Status in Category C i "United Nations Educational, Scientific and Cultural Organization" (UNESCO). Derforuden har ELSA en samarbejdsaftale med "FN's højkommissariat for flygtninge" (UNHCR).
I 2000 blev ELSA tildelt Participatory Status ved "Europarådet", og i 2005 fik ELSA Observer Status ved "World Intellectual Property Organization" (WIPO).

## ELSA's netværk
ELSA er et voksende netværk på p.t. mere end 42.000 unge fra over 300 universiteter i 42 lande over hele Europa. ELSA har i øjeblikket medlemmer og observatører i: Albanien, Armenien, Belgien, Bosnien-Hercegovina, Bulgarien, Danmark, Cypern, Estland, Finland, Frankrig, Georgien, Grækenland, Holland, Irland, Kroatien, Letland, Litauen, Luxembourg, Makedonien, Malta, Montenegro, Moldova, Norge, Polen, Portugal, Rumænien, Rusland, Serbien, Slovakiet, Slovenien, Spanien, Storbritannien, Sverige, Schweiz, Tjekkiet, Tyrkiet, Tyskland, Ukraine, Ungarn og Østrig.
Derforuden samarbejder ELSA med andre studenterorganisationer i hele verden, for eksempel ILSA i USA, ALSA i Japan, ALSA i Australien, ALSA i Sydafrika og AEJCI i Elfenbenskysten.

## ELSA i Danmark
I Danmark findes ELSA ved Københavns Universitet og Aarhus Universitet, siden 1983 og ved Aalborg Universitet og Syddansk Universitet siden 2012.
Det danske ELSA-netværk er sammensat af en samlet bestyrelse i form af ELSA Denmark Arkiveret 24. oktober 2020 hos  Wayback Machine.
- Præsident: Frederik Vahlgren
- Generalsekretær: Charlotte Degnbol Wenzelsen
- Kasserer: Line Krogsgaard
- Vice Præsident for Marketing: -
- Vice Præsident for Akademiske Aktiviteter: Nanna Hald Wiebenson
- Vice Præsident for Seminarer & Konferencer: Maria Bendsen Pedersen
- Vice Præsident for Student Trainee Exchange Programme: -

Bestyrelsen sammensættes årligt, ved valg på den årlige generalforsamling i april/maj for et årligt virke.

## Aktiviteter
ELSA's aktiviteter kan opdeles i tre hovedområder:
- Seminars & Conferences (S&C)
  - Seminarer og konferencer (både lokale og internationale)
  - Studieturer
  - Institutionelle turer
  - Studier og semestre i udlandet

- Academic Activities (AA)
  - Forelæsninger
  - Paneldebatter
  - Procedurekonkurrencer
  - "Lawyers at Work" (L@W)
  - Internationalt processpil over WTO's regler, "ELSA Moot Court Competition" (EMC²)

- Student Trainee Exchange Programme (STEP)
  - Internationale praktikophold hos virksomheder, advokatfirmaer, offentlige myndigheder, ngo'er, konsulentfirmaer etc.
Daværende videnskabsminister Helge Sander har udtalt flg. om ELSA's Student Trainee Exchange Programme (STEP): "Jeg anser det for meget væsentligt, at alle universitetsuddannelser indeholder et internationalt element. Internationalt udsyn og faglig international udveksling er helt nødvendige for at sikre, at de danske universiteter også i fremtiden kan måle sig med de bedste i verden. Initiativer som STEP er et særdeles vigtigt input, som jeg giver min fulde opbakning."

## Delegationer
ELSA sender delegationer til:
- FN's økonomiske og sociale råd (ECOSOC)
  - Commission on the Status of Women
  - Sub-commission on Human Rights
  - Commission for Social Development
  - Permanent Forum on Indigenous Issues

- FN's kommission for international handelsret (UNCITRAL)
  - Session I – Working Group on Procurement
  - Session II – Working Group on International Arbitration and Conciliation
  - Session III – Working Group on Transport Law
  - Session VI – Working Group on Insolvency Law

- Den Internationale Straffedomstol – Assembly of State Parties

- Europarådet – International Non Governmental Organisations (INGO)

- Udvalg
  - Civil Society and Democracy
  - Culture, Science and Education
  - Human Rights
  - Europe and Global Challenges
  - Gender Equality

- World Intellectual Property Organization (WIPO)
  - Standing Committee on the Law of Patents
  - Provisional Committee on Proposals Related to the WIPO Development Agenda

## Æresmedlemmer
- Maud de Boer-Buquicchio, vicegeneralsekretær for Europarådet
- Chang-fa Lo, professor i jura ved National Taiwan University og medlem af WTO Permanent Group of Experts for Subsidies

## Partnere
ELSA har flere samarbejdspartnere, deriblandt CMS Legal, Europarådet, European Voice, Thomson Reuters, Westlaw, World Trade Institute and WTO.

## Publikationer
ELSA udgiver flg. publikationer:
- "Synergy", ELSA-medlemmers magasin (udkommer 2 gange årligt)
- The ELSA Guide to Legal Studies in Europe (ELSA GLSE)
- The ELSA Selected Papers on European Law (ELSA SPEL)
- International Focus Programme Book
- International Criminal Court Handbook
- UN and Council of Europe Reports